# Mark Andrea de Cataldo
Mark Andrea Antonio de Cataldo (* um 1967) ist ein italienischer Mathematiker, der sich mit Algebraischer Geometrie befasst.
De Cataldo erwarb 1989 seinen Vordiplomabschluss in Mathematik an der Universität Mailand und 1992 seinen Master-Abschluss an der University of Notre Dame, an der er 1995 bei Andrew Sommese promoviert wurde (Codimension of two subvarieties of quadrics). Als Post-Doktorand war er Visiting Assistant Professor an der Washington University in St. Louis, 1997 am Max-Planck-Institut für Mathematik in Bonn und 1998 American Mathematical Society Centennial Fellow an der Harvard University. 1999 wurde er Assistant Professor, 2004 Associate Professor und 2009 Professor an der State University of New York at Stony Brook.
Er befasst sich mit Hodge-Theorie algebraischer Varietäten und gab 2003 mit Luca Migliorini einen neuen geometrischen Beweis des Decomposition Theorem von Joseph Bernstein, Pierre Deligne, Alexander Beilinson und Ofer Gabber (1982), einem tiefliegenden Resultat der Topologie algebraischer Varietäten.
Anfangs befasste er sich mit klassischer projektiver Geometrie und niedrigdimensionalen Einbettungen projektiver Varietäten in homogenen Räumen.
2001 und 2006 war er am Institute for Advanced Study. 2011 war er Frederick Gehring Gastprofessor an der University of Michigan. 2019 wurde er Fellow der American Mathematical Society.

## Schriften
- The Hodge theory of projective manifolds. Imperial College Press, London 2007, ISBN 978-1-86094-800-8.
- mit Luca Migliorini: The Decomposition theorem, perverse sheaves and the topology of algebraic maps. In: Bulletin of the American Mathematical Society. Band 46, Nr. 4, 2009, S. 535–633, (Online).
- mit Luca Migliorini: What is a perverse sheaf? In: Bulletin of the American Mathematical Society. Band 57, Nr. 5, 2010, S. 632–634, (Online).